# Evangelische Kirche (Weiterstadt)

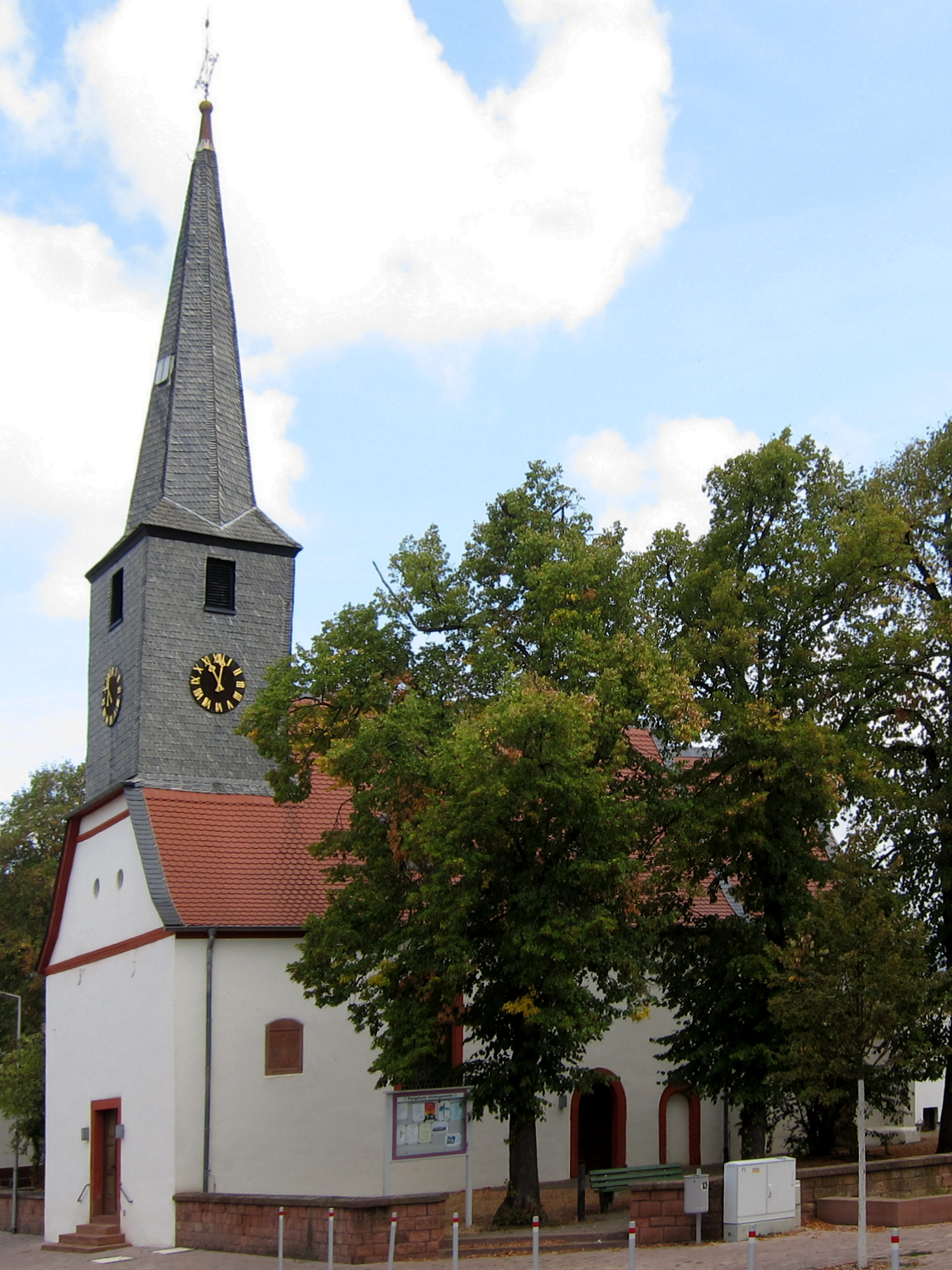
Evangelische Kirche in Weiterstadt

Die Evangelische Kirche Weiterstadt ist ein denkmalgeschütztes Kirchengebäude, das in Weiterstadt steht, einer Stadt im Landkreis Darmstadt-Dieburg in Hessen. Die Kirchengemeinde gehört zum Dekanat Darmstadt in der Propstei Starkenburg der Evangelischen Kirche in Hessen und Nassau.

## Beschreibung
Die erste Kirche entstand im 13. Jahrhundert. Davon zeugt nur noch die kleine zugemauerte Rundbogentür neben dem heutigen Seiteneingang an der Südseite der Saalkirche. Im 15. Jahrhundert wurde die Kirche erneuert. Von ihr sind bis heute der eingezogene, dreiseitig geschlossene und mit Strebepfeilern gestützte Chor mit seinen Maßwerkfenstern und die nördlich angebaute Sakristei erhalten geblieben. 1688 wurde das Kirchenschiff erneuert. 
Aus dem Satteldach des Kirchenschiffs erhebt sich im Westen ein quadratischer, mit einem achtseitigen, spitzen Helm bedeckter Dachreiter, der die Turmuhr und den Glockenstuhl beherbergt, in dem drei Kirchenglocken hängen. Die erste Glocke wurde um 1450 in Frankfurt, die zweite 1791 in Mainz gegossen. Letztere musste im Zweiten Weltkrieg abgeliefert werden, kehrte aber unversehrt zurück. Die dritte Glocke wurde 1953 von der Glocken- und Kunstgießerei Rincker gegossen. 
1927 wurde die erste große Renovierung der Kirche vorgenommen. Die Flachdecken im Chor und im Kirchenschiff erhielten ihre heutige Bemalung. Im Chor wurden mittelalterliche Wandmalereien mit Darstellungen der Passion Christi freigelegt, die unter Putz verborgen waren. Zur mit Intarsien verzierten und mit einem Schalldeckel bedeckten Kanzel aus der ersten Hälfte des 17. Jahrhunderts führt eine geschwungene Treppe.